# 暗夜無星
《暗夜無星》（英語：Full Dark, No Stars）是一部收錄美國暢銷作家史蒂芬·金四篇中篇小說的小說集，于2010年2月宣佈發行，其後11月首先在美國出版，四篇小說的內容都圍繞應報理論，當中三篇作品已經改編成電影或電視影集。

## 收錄小說
四部中篇小說分別是：
- 《一九二二》（1922）
- 《大車手》（Big Driver）
- 《公平延長》（Fair Extension）
- 《美滿婚姻》（A Good Marriage）

## 改編電影
- 《1922（英语：1922 (2017 film)）》
- 《大車手（英语：Big Driver (film)）》
- 《美滿婚姻（英语：A Good Marriage (film)）》

## 外部連結
- 互联网电影数据库（IMDb）上《1922》的资料（英文）
- 互联网电影数据库（IMDb）上《大車手》的资料（英文）
- 互联网电影数据库（IMDb）上《美滿婚姻》的资料（英文）